# إستر هنرييت كارستنسن
إستر هنرييت كارستنسن (بالدنماركية: Esther Carstensen)‏ عند الولادة هانسن (1873-1955)، ناشطة دنماركية في مجال حقوق المرأة ومحررة مجلة. كانت واحدة من أكثر الأعضاء نشاطًا في جمعية المرأة الدنماركية، حررت مجلتها منذ عام 1908 لتصبح نائبة رئيسها في عام 1913. وترأست فيما بعد فرع كوبنهاغن في جمعية المرأة.

## حياتها المبكرة وتعليمها
ولدت إستر هنرييت هانسن في 10 أغسطس 1873 في سكودسبورغ، وهي ابنة التاجر هارالد أندرياس هانسن (1835-1902) وآنا جورجيانا سيسيل دي جونكويير (1847-1941). نشأت في منزل برجوازي ثري في كوبنهاغن، وحصلت على شهادة الثانوية العامة من مدرسة ن.زيهل في عام 1893. في عام 1897، أجرت امتحان الجزء الأول لبرنامج الهندسة المدنية للدراسة في معهد الفنون التطبيقية، لكنها لم تكمل دراستها، إذ تزوجت في عام 1898 من إيفان كارستنسن (1871-1949)، وهو ضابط في الحرس الملكي.

## الحياة المهنية
منذ سن مبكرة، أولت كارستنسن كابنة عمها إستريد هاين اهتمامًا خاصًا بوضع المرأة في المجتمع. في عام 1906، كانت أحد مؤسسي جمعية دعم الأمهات العازبات لكنها استمرت في تكريس معظم وقتها لجمعية المرأة الدنماركية. في عام 1907، استبدلت أستريد ستامب فيدرسن لمنصب رئيسة لجنة حقوق التصويت في الجمعية لكنها فشلت في إقناع جميع المنظمات النسائية الأخرى المهتمة بحقوق التصويت بالانضمام إلى جمعية المرأة.
ومنذ ذلك الحين، أصبحت عضوًا قياديًا في المنظمة، إذ شغلت منصب نائب رئيسها من عام 1913 إلى عام 1918. بالإضافة إلى ذلك، حررت مجلة الجمعية Kvinden & Samfundet من 1908 إلى 1913، وعملت مع ثورا دوغارد كأمينة تحرير. لم تكتف إستر بعرض مهاراتها الجيدة في التحرير، بل أصبحت مساهمة فعالة في المجلة.
عندما أُنشئت فروع محلية لجمعية المرأة، ترأست كارستنسن فرع كوبنهاغن من عام 1913 إلى عام 1918 ولاحقًا في الفترة من 1934 إلى 1944 عندما انتخبت رئيسة فخرية مدى الحياة. عند انتقالها إلى فيبورغ مع زوجها، ترأست فرع فيبورغ للجمعية من 1928 إلى 1932.
وبينما شاركت كارستنسن في تحسين جميع جوانب حقوق المرأة، كانت معنية بشكل خاص بانعدام الأمان الذي تعاني منه النساء المتزوجات، نظرًا لافتقارهن إلى الاستقلال الاقتصادي. كانت متحدثة مؤثرة ومديرة مناقشة، رغم أسلوبها الأرستقراطي كانت دائمًا على استعداد لتولي أي جانب من جوانب العمل، بما في ذلك الخروج إلى الشوارع لتوزيع المنشورات أو بيع أقحوانات الجمعية.
توفيت إستر كارستنسن في 12 ديسمبر 1955 في كوبنهاغن.